# Агуаш, Руй (автогонщик)
Руй А́гуаш (порт. Rui Águas; род. 29 февраля 1972, Нампула, Мозамбик) — португальский автогонщик, выступал в младших «формулах», включая Формулу-3000, в настоящее время выступает в гонках кузовных автомобилей, победитель чемпионата мира по автогонкам на выносливость в классе LMGTE Am.

## Карьера
- 1990 — картинг.
- 1993 — британская Формула Форд, 4-е место.
- 1994 — британская Формула Рено, 2-е место; немецкая Формула-3, 28-е место.
- 1995 — немецкая Формула-3, 8-е место.
- 1996 — немецкая Формула-3, 6-е место.
- 1997 — Формула-3000, 10-е место.
- 1998 — Формула-3000.
- 1999 — Формула Ниссан, 5-е место.
- 2000 — Формула Ниссан, 3-е место.
- 2001 — еврокубок Рено Клио, 6-е место.
- 2002 — еврокубок Рено Клио.
- 2006 — FIA GT, 2-е место в классе GT2.
- 2007 — FIA GT, 18-е место в классе GT2; American Le Mans Series, 42-е место в классе GT2.